# Tivô Stan
Stanley "Stan" Filbrick Pines conhecido pelo pseudônimo Stanford Pines e como Tivô Stan, é um dos personagens principais da série animada de televisão do Disney XD chamada Gravity Falls, criado e dublado pelo criador da série Alex Hirsch. Em entrevistas, Alex afirma que Stanley foi baseado em seu avô homônimo.
Stan é tio-avô dos dois protagonistas da série, Dipper e Mabel Pines, que são enviados pelos pais para passarem suas férias de verão com Stan em sua casa, a Cabana do Mistério, uma atração turística que apresenta criaturas e animais fantasiosos e objetos sobrenaturais.
No início da série, Stan que é conhecido como Stanford Pines, é mostrado como um personagem simples de alívio cômico. Mas a medida que a série progride, é revelado que o mesmo possui um passado obscuro, que é usado como piada até em certo ponto.
No episódio "Um Conto de Dois Stans", o seu nome verdadeiro é revelado como Stanley Pines, e que passou 30 anos trabalhando secretamente e extensivamente para trazer seu irmão gêmeo que é o verdadeiro Stanford Pines, que foi acidentalmente sugado para dentro de um portal interdimensional.

## A vida em Gravity Falls
Stanley "Stan" Pines, conhecido como "Stanford Pines" até o retorno do verdadeiro Stanford Pines, é retratado predominantemente como um indivíduo frugal e intrigante. Sua principal fonte de renda é a Cabana do Mistério, uma atração turística que ele administra, frequentemente empregando táticas humorísticas e astutas para aumentar sua lucratividade. Embora Stan exiba tendências avarentas, ele demonstra um instinto protetor sincero em relação ao seu sobrinho-neto Dipper e à sobrinha-neta Mabel, que ele supervisiona durante o verão a pedido dos pais. Stan finge ignorar as ocorrências paranormais em Gravity Falls e é inimigo de Gideon Gleeful, um empreendedor infantil malévolo que administra a "Tenda da Telepatia" e conspira assumir a Cabana do Mistério.
Stan secretamente possui o primeiro dos três diários misteriosos escritos por Ford, seu irmão afastado. Ao final da primeira temporada, Stan adquire os três diários, o segundo e o terceiro anteriormente pertencentes a Gideon e Dipper, respectivamente. Ele ativa com sucesso um portal interdimensional, facilitando o retorno de Ford de outra dimensão no episódio "Não É o Que Parece". Os irmãos Pines então compartilham sua história com Dipper e Mabel. Filhos de Filbrick e Caryn Pines, os irmãos cresceram em Glass Shard Beach, Nova Jersey ; e seu relacionamento ficou tenso quando Stan, inadvertidamente, arruinou as chances de Ford ser aceito em uma universidade de prestígio. Depois que o rejeitado Stan seguiu carreira em vendas, elaborando esquemas elaborados que levaram seus produtos à proibição na maioria dos estados americanos, ele aceitou o convite de Ford para ir a Gravity Falls, onde Ford havia se estabelecido para estudar fenômenos sobrenaturais. Indignado por Ford não tê-lo convidado para a reconciliação e recusando-se a enterrar um diário, Stan lutou contra Ford até que este o empurrou para dentro do portal. Nos últimos 30 anos, Stan usou a identidade de Ford e operou a Cabana do Mistério como fachada para seus esforços para trazer Ford de volta. Nos dias atuais, os irmãos enfrentam desafios para reconciliar seu relacionamento enquanto se preparam para o iminente "Estranhagedon", um evento apocalíptico previsto para ser instigado por Bill Cipher, um demônio e principal antagonista da série.
Durante o apocalipse, Stan e um exército de personagens da série resgatam Ford, mas Bill captura os dois irmãos durante uma discussão. Para apagar Bill da existência e impedir o apocalipse, Stan concorda em trocar de roupa com Ford para que eles possam enganar Bill, que está atrás de uma equação secreta que só Ford conhece, e fazê-lo entrar na mente de Stan. Quando Ford começa a apagar a memória de Stan, Stan derrota Bill e descobre que seu propósito na vida era proteger sua família. Depois que Gravity Falls retorna ao normal, Stan acorda sem nenhuma memória, mas sua família e amigos ajudam a revivê-las. No último dia de verão, Stan e Ford concordam em viver seu sonho de navegar ao redor do mundo para pesquisar mais anomalias. Stan, agora respeitado como um herói local, promove seu faz-tudo Soos a gerente da Cabana do Mistério, e ele é visto pela última vez lutando contra uma anomalia no mar com Ford a bordo de um navio apelidado de "Stan-O-War II", em referência a um navio abandonado que eles reivindicaram para si quando crianças.

## Em outras mídias
Stan apareceu em mídias relacionadas a Gravity Falls fora da série de televisão, incluindo a história em quadrinhos de 2018 Gravity Falls: Lost Legends e o romance de 2024 The Book of Bill.
Uma versão alternativa do personagem, chamada Sr. Ponds, aparece no episódio "Museu de Cera" da série Amphibia, com Alex Hirsch reprisando seu papel.